# エフサステクノロジーズ
エフサステクノロジーズ株式会社 （えふさすてくのろじーず、英称：Fsas Technologies Inc.）は、サーバやストレージの開発・製造・販売・保守、ネットワーク製品の販売・保守、および法人向けPCの販売を行う企業。

## 概要
一時東京証券取引所第一部に上場していたこともあるため、富士通のグループ会社の中でも知名度は高い。グループ再編の中、富士通から多くの技術者を受け入れ中。
2007年（平成19年）7月1日に社名を富士通サポートアンドサービスから富士通エフサスへ変更した。ロゴも独自ロゴから富士通ロゴへ変更。

## 事業概要
- サーバやストレージの開発・製造・販売・保守
- ネットワーク製品の販売・保守
- 法人向けPCの販売

## 沿革
- 1989年（平成元年）- 富士通株式会社CE本部より、通信・情報処理機器の保守・修理を事業目的に分離し、富士通カストマエンジニアリング株式会社を設立。
- 1996年（平成8年）- 株式会社富士通サポート・テクノロジを合併し、商号を富士通サポートアンドサービス株式会社に変更。人材派遣事業を目的とするエフサス・クリエ株式会社（現：富士通エフサス・クリエ株式会社）を設立 。
- 1997年（平成9年）- 公営競技場システム事業を展開するトータリゼータエンジニアリング株式会社を子会社化。
- 2001年（平成13年）- 東京証券取引所市場第一部上場。
- 2004年（平成16年）- 富士通との株式交換により上場廃止し、100%子会社となる。
- 2005年（平成17年）- 本社事務所を東京都港区芝公園に移転。
- 2007年（平成19年）7月1日 - 商号を株式会社富士通エフサスに変更。
- 2010年（平成22年）5月6日 - 本社事務所を神奈川県川崎市に移転。
- 2021年（令和3年）
  - 4月1日 - エコリティサービス株式会社を吸収合併。
  - 10月1日 - 富士通エフサス・クリエ株式会社の株式51%をUTグループ株式会社へ譲渡。
- 2022年（令和4年）
  - 4月1日 - 株式会社富士通SSLパワードサービスを吸収合併。
  - 10月1日 - 富士通エフサスシステムズ株式会社を吸収合併。
- 2024年（令和6年） - 富士通のハードウェア事業を統合し、商号をエフサステクノロジーズ株式会社に変更[4]。

## 連結子会社
- エフサステクノロジーズ東⽇本株式会社
- エフサステクノロジーズ⻄⽇本株式会社
- エフサステクノロジーズ太陽株式会社
- Fsas Technologies Taiwan Inc.